# 32267 Германнвейль
32267 Германнвейль (32267 Hermannweyl) — астероїд головного поясу, відкритий 1 серпня 2000 року.
Тіссеранів параметр щодо Юпітера — 3,268.